# Les Grands-Chézeaux
Les Grands-Chézeaux ist eine Gemeinde mit 227 Einwohnern (Stand 1. Januar 2022) in Frankreich. Sie gehört zur Region Nouvelle-Aquitaine, zum Département Haute-Vienne, zum Arrondissement Bellac und zum Kanton Châteauponsac. 

## Lage
Das Gemeindegebiet wird vom Fluss Bel Rio durchquert, der hier auch als Ruisseau de l’Étang de Puy Laurent bezeichnet wird. An der südlichen Gemeindegrenze verläuft die Chaume, ein Zufluss der Benaize.
Die Gemeinde grenzt im Norden an La Châtre-Langlin, im Osten an Mouhet, im Südosten an Azerables, im Süden an Saint-Sulpice-les-Feuilles und im Westen an Saint-Georges-les-Landes.

## Bevölkerungsentwicklung
| Jahr      | 1962 | 1968 | 1975 | 1982 | 1990 | 1999 | 2008 | 2013 |
| --------- | ---- | ---- | ---- | ---- | ---- | ---- | ---- | ---- |
| Einwohner | 368  | 338  | 356  | 308  | 273  | 256  | 261  | 245  |

## Persönlichkeiten
- Louis Dauny war 2020 mit 100 Jahren in Les Grands-Chézeaux Frankreichs ältester Gemeinderat. Er übte dieses Amt seit 1945 ununterbrochen aus und wurde währenddessen zwölfmal wiedergewählt.[1]